# Mariana de la noche (telenovela venezolana)
Mariana de la noche es una telenovela venezolana realizada en el año 1975 por la cadena televisiva Venevisión. Original de la escritora cubana Delia Fiallo, fue producida por Tabaré Pérez, protagonizada por Lupita Ferrer y José Bardina y con las participaciones antagónicas de Martín Lantigua y Ivonne Attas.

## Trama
En un pueblo minero al sur de Venezuela vive Mariana Montenegro, una joven romántica y soñadora con fama de sufrir una maldición, ya que todos los hombres que se enamoran de ella sufren, tarde o temprano, un accidente fatal. Mariana es huérfana de madre, pero vive con su padre, Atilio Montenegro, un rico terrateniente que posee varias minas en las que explota a sus trabajadores. 
Atilio es un hombre de fuerte carácter, capaz de llegar a la crueldad cuando alguien se opone a su voluntad. Es además un padre muy severo con Mariana, aunque la trata como a su hija favorita, lo que provoca los celos y la envidia en su otra hija, Caridad, a la que todos llaman "Chachi". En realidad, Atilio guarda un secreto que le corroe el alma: Mariana no es su hija y lo que siente por ella dista mucho de ser cariño paternal. 
Atilio tiene dos hermanas. Isabel, la mayor, es una mujer buena y cariñosa que ha criado a Mariana y la quiere como si fuera su propia hija, pero Marcia, la menor, es arrogante y vanidosa y trata a los mineros con la misma dureza que su hermano.
Atilio mantiene al pueblo aterrorizado con sus matones, que no dejan que nadie se libere de su yugo, hasta que llega al pueblo Ignacio Lugo, un joven y atractivo periodista que va en busca de sus raíces. Con el nombre falso de Nacho Luna, Ignacio pide trabajo en la mina, lo que despierta la curiosidad de todos. 
Nacho consigue empleo en las minas y una noche conoce a Mariana cuando ella sale a pasear por el campo. Los dos se ven en secreto hasta que surge el amor entre ellos, y acaban teniendo relaciones sexuales. Sin embargo, Marcia también se ha enamorado locamente de Ignacio, y se llena de celos al saber que él prefiere a Mariana. Furiosa y despechada, Marcia informa a su hermano de la relación entre su sobrina y el forastero, y Atilio empieza a investigar sobre la procedencia del joven. 
Se descubre que Nacho Luna es Ignacio Lugo, hijo de Ignacio Lugo Navarro, un antiguo socio de Atilio quien fue asesinado por él para quitarle su fortuna. Sin embargo, el verdadero origen de Ignacio es muy distinto: el joven es producto de un amorío de Lucrecia, la dueña del restaurante del pueblo, con el propio Atilio. Enloquecido por los celos, Atilio está decidido a mandar a matar a Ignacio sin saber que está sentenciando a muerte a su propio hijo; sin embargo, el destino salva la vida de Ignacio cuando ocurre un accidente en la mina y Atilio queda malherido. 
Mariana descubre que Atilio no es su padre y se horroriza al saber que está enamorado de ella. Desesperada y creyendo que está maldita, la joven huye del pueblo llevando en su vientre al hijo de Ignacio. Marcia aprovecha la situación para casarse con un hombre a quien no ama y quedar embarazada, pero después de un aborto, se las ingenia para seducir a Ignacio y robar al hijo de Mariana, al que hace pasar como propio para obligar a Ignacio a casarse con ella. 
La historia de Mariana es un relato desgarrador y apasionante; una compleja y sorprendente trama de intrigas y oscuros secretos que dominan la vida de un pequeño pueblo minero lleno de personajes inolvidables, de supersticiones, rumores y leyendas. Como la leyenda de la bella mujer que siempre viste de negro porque sobre ella pesa una terrible maldición: Mariana de la noche.

## Elenco
- Lupita Ferrer - Mariana Montenegro
- José Bardina - Ignacio Lugo Navarro
- Martín Lantigua - Atilio Montenegro
- Ivonne Attas - Marcia Montenegro
- Eva Blanco - Raquel
- Ana Castell - Lucia
- José Oliva
- Mary Soliani
- Enrique Alzugaray - Cumache
- María Antonieta Campoli
- Caridad Canelón
- Chumico Romero - Miguelina
- Jorge Félix
- Fernando Flores - Eladio
- Arturo Puig
- Mirtha Pérez - Yadira
- Alejandra Pinedo - Chachi Montenegro
- Luis Gerardo Tovar
- Luis Abreu - Gabriel
- Daniel Lugo -Arturo
- Esperanza Magaz - Mamachia
- Betty Ruth - Isabel Montenegro
- Olga Castillo - Maria Lola
- Carlos Subero - Francisco
- Martha Lancaste - Lucrecia
- Elisa Escámez

## Versiones
- 'Selva María realizada por RCTV en 1987 fue protagonizada por la actriz venezolana Mariela Alcalá y Franklin Virgüez y antagonizada por Guillermo Ferrán e Hilda Abrahamz.
- Mariana de la noche realizada por Televisa en 2003 fue protagonizada por Alejandra Barros y Jorge Salinas y antagonizada por Cesar Evora y Angelica Rivera.